# (34934) 6689 P-L
6689 P-L (asteroide 34934) é um asteroide da cintura principal. Possui uma excentricidade de 0.14111710 e uma inclinação de 4.84467º.
Este asteroide foi descoberto no dia 24 de setembro de 1960 por Cornelis Johannes van Houten e Ingrid van Houten-Groeneveld e Tom Gehrels em Palomar.